# فرودگاه چویبالسان
فرودگاه چویبالسان (به انگلیسی: Choibalsan Airport) یک فرودگاه همگانی و نظامی با کد یاتا COQ است که یک باند فرود بتن دارد و طول باند آن ۲۶۰۰ متر است. این فرودگاه در شهر چوی‌بالسان کشور مغولستان قرار دارد و در ارتفاع ۷۴۹ متری از سطح دریا واقع شده‌است.